# Parque Nacional De Loonse en Drunense Duinen
O Parque Nacional De Loonse en Drunense Duinen (em neerlandês: Nationaal Park De Loonse en Drunense Duinen) é um parque nacional desde 2002 no sul dos Países Baixos, na província de Brabante do Norte. Tem o tamanho de 35 km² e preserva uma área de floresta temperada de coníferas, dunas e de zona húmida como os pântanos e turfeiras na região de De Brand, próximo a Udenhout, município de Tilburg.
O Parque faz divisa ao norte (de oeste para leste) com os municípios de Waalwijk, Drunen, Nieuwkuijk e 's-Hertogenbosch. Ao sul faz limite com as aldeias de Loon op Zand, Biezenmortel e Udenhout; Tilburg fica a cerca de seis quilômetros. Para o oeste faz divisa com Kaatsheuvel com seu parque temático Efteling.

## Turismo
Nas proximidades do Parque podem ser encontrados alojamentos, e duas áreas para acampamentos especialmente adaptadas para a recreação diária. Há  áreas para a realização de caminhadas e ciclo vias. Há também rotas nas dunas que podem ser percorridas de charretes. Nos domingos ensolarados as trilhas são muito frequentadas por visitantes que praticam caminhada e ciclismo, especialmente entre o Café De Rustende Jager, em Udenhout e De Drie Linden, em Giersbergen. Até o início da década de 1990 a região nordeste do parque era utilizada para o treinamento militar, e até hoje esta é a parte menos acessível ao turismo.

## Administração
O Parque Nacional é gerido pelas organizações Vereniging Natuurmonumenten, Het Brabants Landschap e De Duinboeren, além de voluntários particulares.